# 松平忠勝
松平 忠勝（まつだいら ただかつ）は、江戸時代前期の徳川頼宣の家臣。後に家格寄合の紀州藩士。通称は新右衛門尉、長七郎。江戸幕府14代将軍・徳川家茂の生母実成院の実家である紀州藩高家の松平六郎右衛門家の先祖。家紋は葵と九曜紋を使用する。
因みに時代劇『長七郎江戸日記』の主人公である松平長七郎と同姓同通称で、人物設定に偶然忠勝と関係が深い部分（高崎城や伊勢国、徳川頼宣と関係があるという部分）があるが、同作品は創作であり、本項目の松平長七郎忠勝と同作品は全く関係がない。

## 生涯
桜井松平家の浜松藩主・松平忠頼の三男として誕生。母は織田長益の娘。妻は大崎玄蕃の娘とされる。子は男子2人が『南紀徳川史・第5冊』で確認できる。
慶長14年（1609年）に実父が水野忠胤主催の茶会の刃傷沙汰で殺害された上に、兄・忠重が幼少故に遠江国浜松藩主家桜井松平家は改易となる。このために伊勢国桑名藩主であった松平定勝の養子となり、その扶養を受ける。
その後、「南龍院様御続柄之由緒」により徳川頼宣（南龍院）がいる駿府城に引き取られる。元和5年（1619年）に頼宣が紀州藩主となり、和歌山城に移るとこれに同行して三木町御門内の屋敷と1000石を拝領され、寄合組の礼式を与えられる。
後に病気により暇をもらい、山城国嵯峨において、従兄弟で丹波国亀山藩などを勤めた松平忠晴から毎年500石の援助を貰いながら閑居し、寛文4年（1664年）に死去した。